# Ba (chinesischer Familienname)
Ba  ist ein Familienname. Im Chinesischen steht die Transkription u. a. für folgende chinesischen Schriftzeichen:
- 巴

Die Transkription nach dem System Wade-Giles lautet Pa.

## Namensträger
- Ba Dexin (* 1990), chinesischer Curler
- Ba Jin (1904–2005), chinesischer Schriftsteller
- Ba Yan (* 1962), chinesische Basketballspielerin
- Ba Yanchuan (* 1972), chinesischer Ringer
- Ba Yongshan (* 1961), chinesischer Bogenschütze